# Kaleum
Kaleum es un distrito de la provincia de Sekong, Laos. A 1 de marzo de 2015 tenía una población censada de 16 778 habitantes.
Se encuentra ubicado al sur del país, sobre la meseta de Bolaven y cerca de la frontera con Vietnam.